# Nancy Farmer
Nancy Farmer (n. 9 iulie 1941, Phoenix, Arizona, SUA) este o autoare populară americană de literatură pentru copii și adolescenți. Ea și-a început cariera la 40, până la această vârstă nescriind nimic. În 1963 a primit diploma B.S. de la Reed College, apoi a fost admisă în Peace Corps între 1963–1965. A activat între 1975–1978, în cadrul acestui organism în Zimbabwe, ca tehnician de laborator, aici l-a cunoscut pe Harold, viitorul său soț. În prezent locuiește cu familia, Harold și fiul Daniel, în Menlo Park, California.

## Operă

### Nuvele
- The Mirror (1987)
- Lorelei: The Story of a Bad Cat (1987)
- Do You Know Me (1993)
- Tapiwa's uncle (1993)
- The Ear, the Eye and the Arm (1994)
- The Warm Place (1995)
- Runnery Granary: A Mystery Must Be Solved-Or the Grain is Lost! (1996)
- A Girl Named Disaster]] (1996)
- Casey Jones's Fireman: The Story of Sim Webb de James Bernardin (1999)
- The House of the Scorpion (2002)
  - Excerpt from The House of the Scorpion (2005)
- The Sea of Trolls (Marea Trolilor) (2004)
- A Christmas Carol de Charles Dickens și Nancy Farmer (2004)
- Clever Ali (2006)

- Land of the Silver Apples, (2007)

### Povești scurte
- "Origami Mountain" - în The Year's Best Fantasy and Horror: Sixth Annual Collection (1992)
- "Falada: the Goose Girl's Horse" - în A Wolf At the Door (2000)
- "Remember Me" - în Firebirds: An Anthology of Original Fantasy and Science Fiction (2003)